# ۲۵ ژانویه
۲۵ ژانویه در تقویم گرگوری، بیست و پنجمین روز سال است. ۳۴۰ روز (در سال‌های کبیسه ۳۴۱روز) تا پایان سال باقی است.

## رویدادها
- ۴۱ - بعد از یک شب بحث، کلودیوس امپراتوری روم را از سنا می‌پذیرد.
- ۷۵۰ - شورشیان عباسی، امویان را در جنگ زاب شکست داده و باعث سرنگونی آنان می‌شوند.
- ۱۵۳۳ - هنری هشتم، پادشاه انگلستان به‌طور مخفیانه با دومین زن خود، آن بولین، ازدواج می‌کند.
- ۱۵۵۴ - تأسیس شهر سائوپائولو در برزیل.
- ۱۵۷۳ - نبرد میکاتاگاهارا: در ژاپن تاکدا شینگن، توکوگاوا ایه‌یاسو را شکست می‌دهد.
- ۱۸۹۰ - نلی بلی سفر خود را به دور دنیا در ۷۲ روز تکمیل می‌کند.
- ۱۹۱۸ - اوکراین از روسیه بلشویک اعلام استقلال می‌کند.
- ۱۹۱۹ - تأسیس جامعه ملل.
- ۱۹۲۴ - اولین دوره بازی‌های المپیک زمستانی در شامونی، آلپ فرانسه آغاز شد.
- ۱۹۳۹ - زمین‌لرزه ۱۹۳۹ شیلی، به بزرگی ۷/۷ در مقیاس ریشتر
- ۱۹۴۲ - جنگ جهانی دوم: تایلند علیه ایالات متحده آمریکا و بریتانیا اعلام جنگ می‌کند.
- ۱۹۴۵ - جنگ جهانی دوم: تهاجم آردن خاتمه می‌یابد.
- ۱۹۴۹ - اولین مراسم جایزه امی در هالیوود برگزار می‌شود.
- ۱۹۵۵ - اتحاد جماهیر شوروی سوسیالیستی حالت جنگ با آلمان را خاتمه می‌دهد.
- ۱۹۶۱ - در واشینگتن، دی. سی.، جان اف. کندی اولین نشست خبری تلویزیونی ریاست جمهوری را انجام می‌دهد.
- ۱۹۶۳ - خورشیدگرفتگی، حلقه‌ای
- ۱۹۷۱ - ایدی امین در یک کودتای نظامی قدرت را در دست گرفت و دورهٔ هشت سالهٔ حکومت نظامی خود را در اوگاندا آغاز کرد.
- ۱۹۷۲ - وقوع زمین‌لرزه  تایوان
- ۱۹۷۹ - ژان پل دوم اولین ملاقات رسمی خود را خارج از ایتالیا در باهاما، جمهوری دومینیکن و مکزیک انجام می‌دهد.
- ۱۹۸۰ - مادر ترزا جایزه بهارات راتنا، بالاترین جایزه هندوستان، را دریافت می‌کند.
- ۱۹۸۱ - جیانگ چینگ، بیوه مائو تسه‌تونگ، محکوم به مرگ می‌شود.
- ۱۹۹۹ - زمین‌لرزه‌ای به بزرگی ۶٫۰ ریشتر در غرب کلمبیا رخ داده و حداقل ۱٬۰۰۰ کشته برجای می‌گذارد.
- ۲۰۰۹ - زمین‌لرزه ۲۰۰۹ سین‌کیانگ
- ۲۰۱۰ - علی حسن المجید پسرعموی صدام، وزیر دفاع سابق عراق و مسئول بمباران شیمیایی روستای حلبچه معروف به عملیات انفال اعدام شد.

## زادروزها
- ۷۵۰ - لئوی چهارم، امپراتور روم شرقی (م. ۷۸۰)
- ۱۰۶۵ - ابوالقاسم مالینی، محدث و فقیه خراسانی.
- ۱۶۲۷ - رابرت بویل، فیلسوف طبیعی و مخترع انگلیسی (م. ۱۶۹۱)
- ۱۷۳۶ - ژوزف لویی لاگرانژ، ریاضی‌دان و منجم ایتالیایی-فرانسوی (م. ۱۸۱۳)
- ۱۷۴۳ - فریدریش هاینریش یاکوبی، فیلسوف آلمانی (م. ۱۸۱۹)
- ۱۷۴۶ - فلیسیته دو ژنلی، نویسنده فرانسوی (م. ۱۸۳۰)
- ۱۷۵۹ - رابرت برنز، شاعر و ترانه‌سرای اسکاتلندی (م. ۱۷۹۶)
- ۱۸۰۶ - آگوست آنیسه-بورژوا، نمایش‌نامه نویس فرانسوی (م. ۱۸۷۰)
- ۱۸۳۰ - توماس دبلیو. پالمر، سیاستمدار آمریکایی، سناتور میشیگان (م. ۱۹۱۳)
- ۱۸۵۵ - ادوارد مایر، باستان‌شناس و ایران‌شناس آلمانی (م. ۱۹۳۰)
- ۱۸۵۶ - پیر دوکورسل، رمان‌نویس و نمایشنامه‌نویس فرانسوی (م. ۱۹۲۶)
- ۱۸۶۰ - چارلز کورتیس، سیاستمدار آمریکایی، سناتور کانزاس (م. ۱۹۳۶)
- ۱۸۶۸ - جان پیرسون، فوتبالیست انگلیسی (م. ۱۹۳۱)
- ۱۸۷۰ - هانری بردو، نویسنده فرانسوی (م. ۱۹۶۳)
- ۱۸۷۴ - ویلیام سامرست موآم، داستان‌نویس و نمایشنامه‌نویس انگلیسی (م. ۱۹۶۵)
- ۱۸۸۲ - ویرجینیا وولف، رمان‌نویس، مقاله‌نویس، ناشر، منتقد و فمنیست انگلیسی (م. ۱۹۴۱)
- ۱۸۹۱ - گوئن فرانگکون دیویس، بازیگر انگلیسی (م. ۱۹۹۲)
- ۱۹۱۳ - ویتولد لوتسلاوسکی، آهنگساز و رهبر ارکستر لهستانی (م. ۱۹۹۴)
- ۱۹۱۷ - ایلیا پریگوژین، شیمی‌دان و فیزیک‌دان روس-بلژیکی (م. ۲۰۰۳)
- ۱۹۲۳ - آروید کارلسون، دانشمند سوئدی
- ۱۹۲۶ - یوسف شاهین، کارگردان مصری (م. ۲۰۰۸)
- ۱۹۲۷ - آنتونیو کارلوس ژوبیم، نوازنده گیتار و پیانو، خواننده، شاعر و آهنگ ساز برزیلی (م. ۱۹۹۴)
- ۱۹۲۸ - ادوارد شواردنادزه، وزیر امور خارجه وقت شوروی، سیاستمدار گرجی، دومین رئیس‌جمهور گرجستان
- ۱۹۲۹ - روبر فوریسون، مورخ فرانسوی
- ۱۹۳۲ - یوکیو شیمومورا، فوتبالیست ژاپنی
- ۱۹۳۳ - کرازون آکینو، سیاستمدار فیلیپینی، ۱۱مین رئیس‌جمهور فیلیپین (م. ۲۰۰۹)
- ۱۹۳۵ - کنراد برنز، سیاستمدار آمریکایی، سناتور مونتانا
- ۱۹۳۷ - بیل پاسکارل، سیاستمدار آمریکایی
- ۱۹۳۸ - اتا جیمز، خواننده آمریکایی (م. ۲۰۱۲)

- ولادیمیر ویسوتسکی، خواننده، بازیگر، ترانه‌سرا و شاعر دورگه یهودی-روسی (م. ۱۹۸۰)

- ۱۹۴۲ - اوزه‌بیو، فوتبالیست پرتغالی (م. ۲۰۱۴)
- ۱۹۴۴ - ایوان چندلر، نمایش‌نامه‌نویس و دندان‌پزشک آمریکایی (م. ۲۰۰۹)
- ۱۹۴۸ - خلیفه بن زاید آل نهیان رئیس امارات و امیر ابوظبی
- ۱۹۴۹ - پائول نرس، نسل‌شناس و زیست‌شناس یاخته‌ای انگلیسی

- فیل بوآیی، فوتبالیست انگلیسی

- ۱۹۵۰ - ژان مارک آیرو، سیاستمدار فرانسوی، نخست‌وزیر فرانسه
- ۱۹۵۱ - هانس-یورگن دورنر، فوتبالیست آلمانی
- ۱۹۵۸ - الساندرو باریکو، داستان‌نویس ایتالیایی
- ۱۹۶۰ - نوبویو فوجیشیرو، فوتبالیست ژاپنی
- ۱۹۶۲ - برونو مارتینی، فوتبالیست فرانسوی

- گئورگس خرون، فوتبالیست بلژیکی

- ۱۹۶۶ - سامول یروینیان، ویولونیست ارمنی
- ۱۹۷۱ - آنا اورتیز، بازیگر و خواننده آمریکایی
- ۱۹۷۵ - میا کرشنر، بازیگر و فعال اجتماعی کانادایی
- ۱۹۸۰ - پائولو آسانسائو، فوتبالیست برزیلی

- ژاوی، فوتبالیست اسپانیایی

- ۱۹۸۱ - آرتور مواریس، فوتبالیست برزیلی

- آلیشا کیز، خواننده، ترانه‌سرا، پیانیست و بازیگر آمریکایی
- فرانسیس جفرز، فوتبالیست انگلیسی

- ۱۹۸۲ - شو ساکورایی، خواننده و هنرپیشه ژاپنی

- نومی، خواننده و کارگردان ایتالیایی

- ۱۹۸۳ - یاسویوکی کوننو، فوتبالیست ژاپنی
- ۱۹۸۴ - اشتفان کیسلینگ، فوتبالیست آلمانی

- روبینیو، فوتبالیست برزیلی

- ۱۹۸۵ - تینا کارول، خواننده اوکراینی
- ۱۹۸۵ - مارکو پارولو، فوتبالیست ایتالیایی
- ۱۹۸۵ - مایکل تروینو، بازیگر آمریکایی
- ۱۹۸۹ - شریفه لونا، خواننده فرانسوی

- کامل سعیداف، فوتبالیست تاجیکستانی
- یوپ کیفته، اسپرانتیست هلندی، رئیس سازمان جهانی جوانان اسپرانتودان TEJO, عضو کمیتهٔ مرکزی سازمان جوانان اسپرانتیست هلند و همچنین مدیر سابق پروژهٔ خدمات گذرنامه‌ای (Pasporta Servo)

## مرگ‌ها
- ۴۷۷ - گایسریک، پادشاه مجارستانی (ت. ۳۸۹)
- ۸۴۴ - گرگوری چهارم، پاپ (ت. ۸۲۷)
- ۱۲۰۰- قاضی فاضل شاعر، کاتب و قاضی فلسطینی
- ۱۰۶۷ - یینگ زونگ، امپراتور چینی (ت. ۱۰۳۲)
- ۱۵۷۸ - مهرماه سلطان، دختر سلیمان یکم (ت. ۱۵۲۲)
- ۱۹۴۷ - آل کاپون، گانگستر آمریکایی (ت. ۱۸۹۹)
- ۱۹۷۲ - ارهارد میلش، فرمانده ارتش آلمانی (ت. ۱۸۹۲)
- ۱۹۷۴ - استانیسلاو استرومیلین، اقتصاددان شوروی. (ت. ۱۸۷۷) [۱]
- ۱۹۹۰ - اوا گاردنر، بازیگر آمریکایی (ت. ۱۹۲۲)
- ۲۰۰۳ - ساموئل ویمز، وکیل و نویسنده آمریکایی (ت. ۱۹۳۶)
- ۲۰۰۵ - فیلیپ جانسون، معمار آمریکایی، طراح پی‌پی‌جی پلیس و کلیسای کریستال (ت. ۱۹۰۶)
- ۲۰۰۶ - آنا ماله، بازیگر فیلم بزرگسالان آمریکایی (ت. ۱۹۶۷)
- ۲۰۱۰ - علی حسن المجید، فرمانده نظامی و سیاستمدار عراقی (ت. ۱۹۴۱)

## اعیاد و مراسم‌ها
- شب برنز (اسکاتلند)
- روز ملی رای‌دهندگان (هند)
- روز تاتیانا (روسیه)
- روز برعکس